# Nicolas Dumont (cyclisme)
Pour le facteur de clavecins parisien, voir Nicolas Dumont. Pour les homonymes, voir Dumont.
Nicolas Dumont, né le 15 juin 1973, à Auxerre (Yonne) et mort le 10 juillet 2025 à Petit-Bourg (Guadeloupe), est un coureur cycliste français.

## Biographie
En 2000 et 2001, Nicolas Dumont évolue au niveau professionnel au sein des équipes Besson Chaussures et Phonak. Il redevient ensuite coureur amateur, puis quitte la métropole pour évoluer en Guadeloupe, où il finit par s'installer.
En mai 2013, la justice le condamne à une peine de six mois de prison avec sursis et 3 000 euros d'amende pour détention d'EPO, d'hormones de croissance et de tétracosactide (Synactène). Cette sanction est confirmée en août par l'AFLD. Il est suspendu jusqu'au 19 novembre 2014. 
Il fait son retour à la compétition en 2015, au Vélo Club Grand-Case.
Il trouve la mort à l'entraînement, renversé par un camion toupie, à Petit-Bourg, en Guadeloupe, le 10 juillet 2025. L'annonce de sa mort fait l'objet de la une du journal France Antilles le lendemain.
Il devait prendre part, comme il l'avait annoncé, à son dernier Tour de Marie-Galante le 14 juillet 2025. En hommage son nom est conservé sur la liste des engagés. 

## Palmarès et résultats

### Palmarès par année
- 1993
  - Boucles du Bas-Limousin
- 1995
  - Boucles guégonnaises
  - 2e du Chrono de Rochecorbon
- 1996
  - 4e étape du Tour de l'Ain
  - 2eb étape de la Ronde de l'Isard
  - 4e étape de l'Essor breton
  - Chrono de Rochecorbon
  - 2e du Trio normand
  - 3e des Trois Jours de Cherbourg
- 1997
  - 3e de la Ronde du Cognac
  - 3e du Tour de Loire-Atlantique
  - 3e du Grand Prix de Villapourçon
- 1998
  - Tour Nivernais Morvan
  - 2e étape du Tour de la Porte Océane (contre-la-montre)
  - 3e du Tour du Finistère
- 1999
  - Circuit de Saône-et-Loire
  - Tour du Tarn-et-Garonne
  - Grand Prix du Cru Fleurie
  - 2e du Tour Nord-Isère
  - 3e du Trio normand
- 2002
  - Grand Prix Enduiest
  - Grand Prix de Guerville
  - Circuit des Ardennes
  - Grand Prix des Marbriers
  - Prix de La Charité-sur-Loire
  - Circuit des Deux Ponts
  - 2e du Ruban granitier breton
- 2003
  - Grand Prix de Chardonnay
  - 2e de La Tramontane
  - 2e du Grand Prix de Vougy
  - 2e du Tour du Jura
  - 3e du Grand Prix d'Antibes
  - 3e du Circuit des Ardennes
  - 3e du Grand Prix Mathias Nomblot
- 2004
  - Champion de Guadeloupe sur route
  - 5e étape du Tour de la Guadeloupe
  - 3e du Tour de la Guadeloupe
- 2005
  - 5e étape du Tour de Marie-Galante
- 2007
  - 2e étape de la Vuelta a la Independencia Nacional
  - 2e du Tour de la Guadeloupe
- 2009
  - 4eb étape du Tour de Marie-Galante (contre-la-montre)
  - Tour de la Guadeloupe :
    - Classement général
    - 2eb (contre-la-montre par équipes) et 8eb étapes

  - 2e du Tour de Marie-Galante
- 2012
  - Tour de Marie-Galante :
    - Classement général
    - 4ea et 4eb (contre-la-montre) étapes
- 2013
  - Grand Prix Nagico :
    - Classement général
    - 1re étape

  - Mémorial Paulin Chipotel
- 2015
  - Grand Prix Nagico
- 2016
  - 3eb étape du Grand Prix du 22 Mé (contre-la-montre)
  - Grand Prix du Conseil départemental de Guadeloupe
- 2017
  - Champion de Guadeloupe sur route[8]
  - 4eb (contre-la-montre) et 5e étapes du Tour de Marie-Galante

### Classements mondiaux
| Année           | 2007 |
| --------------- | ---- |
| UCI Europe Tour | 496e |